# Excelsior Motor Manufacturing & Supply Company
|  | No s'ha de confondre amb Excelsior Motor Company. |

Excelsior Motor Manufacturing & Supply Company fou una empresa fabricant de motocicletes nord-americana amb seu a Chicago. Fundada el 1907, va ser adquirida el 1912 per Ignaz Schwinn, propietari de les bicicletes Arnold, Schwinn & Co. El mateix any, una Excelsior va esdevenir la primera motocicleta a assolir oficialment la velocitat de 100 mph (161 km/h). El 1917, Schwinn va comprar la Henderson Motorcycle Company i la va convertir en una divisió d'Excelsior. El 1928, Excelsior era el tercer fabricant de motocicletes dels Estats Units per darrere d'Indian i Harley-Davidson. La Gran Depressió que va seguir al crac del 29 va fer que Schwinn tanqués Excelsior el setembre de 1931.

## Història

### Les BigX i Super X
Durant les dècades del 1910 i 1920, la base de la producció d'Excelsior va ser el Model BigX de 1.000 cc. Tenia un motor IOE V-twin, equipat primer amb transmissió per corretja de dues velocitats i més tard amb caixa de canvis de tres velocitats. En iniciar-se'n la producció, la moto es fabricava en color gris amb franges vermelles i al final d'aquest període es llançà el "model militar", de color verd-marronós. Els models de la dècada del 1920 estaven pintats de blau molt fosc amb fines franges daurades. Moltes d'aquestes motocicletes es van exportar, algunes a Europa i Austràlia. A la dècada del 1920, un nombre molt reduït de BigX duien motors de 1.200 cc. La producció de la BigX va continuar fins al 1924, en què va ser substituïda per la Super X.
El 1925 es va llançar el model Super X, la primera motocicleta americana amb motor V-twin de 737 cc. Va ser dissenyada per a competir amb l'Indian Scout, de menor cilindrada. En resposta a la popularitat de la Super X, Indian primer va augmentar també la cilindrada de la seva Scout a 737 cc i després va presentar la nova Scout 101. Harley-Davidson també va presentar una motocicleta de 737 cc, el model D.

### Competició

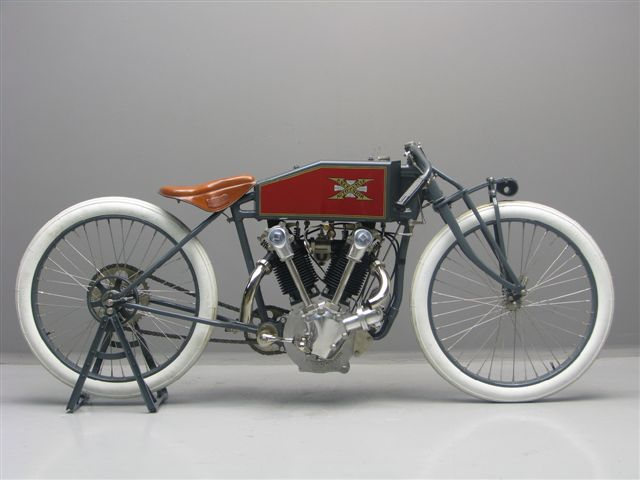
Una Excelsior OHC de curses (1919)

Joe Petrali, el famós pilot de motociclisme nord-americà de la dècada del 1920, va persuadir Ignaz Schwinn d'involucrar Excelsior en les competicions. Va ajudar l'empresa a dissenyar diversos motors de curses que van esdevenir grans èxits en mans de pilots de talent. De forma inusitada, Ignaz Schwinn va acceptar que Petrali pilotés la seva pròpia Harley-Davidson per pistes on pensava que era més competitiva que els models d'Excelsior. El 1927, Petrali va guanyar amb una Excelsior a la Milwaukee Mile el primer campionat de 10 km sobre pista de terra de l'AMA per davant dels pilots de Harley-Davidson. El 1929, Petrali va començar la seva etapa d'èxits en pujades de muntanya amb Excelsior tot guanyant-ne els campionats nacionals de 45 i 61 ci (737 i 1.000 cc) a Muskegon (Michigan). L'Excelsior de 1.000 cc feta a mida de Petrali va rebre el malnom afectuós de "Big Bertha". Amb ella, Petrali va esdevenir el primer a culminar moltes de les històriques pujades del campionat.

### Fallida

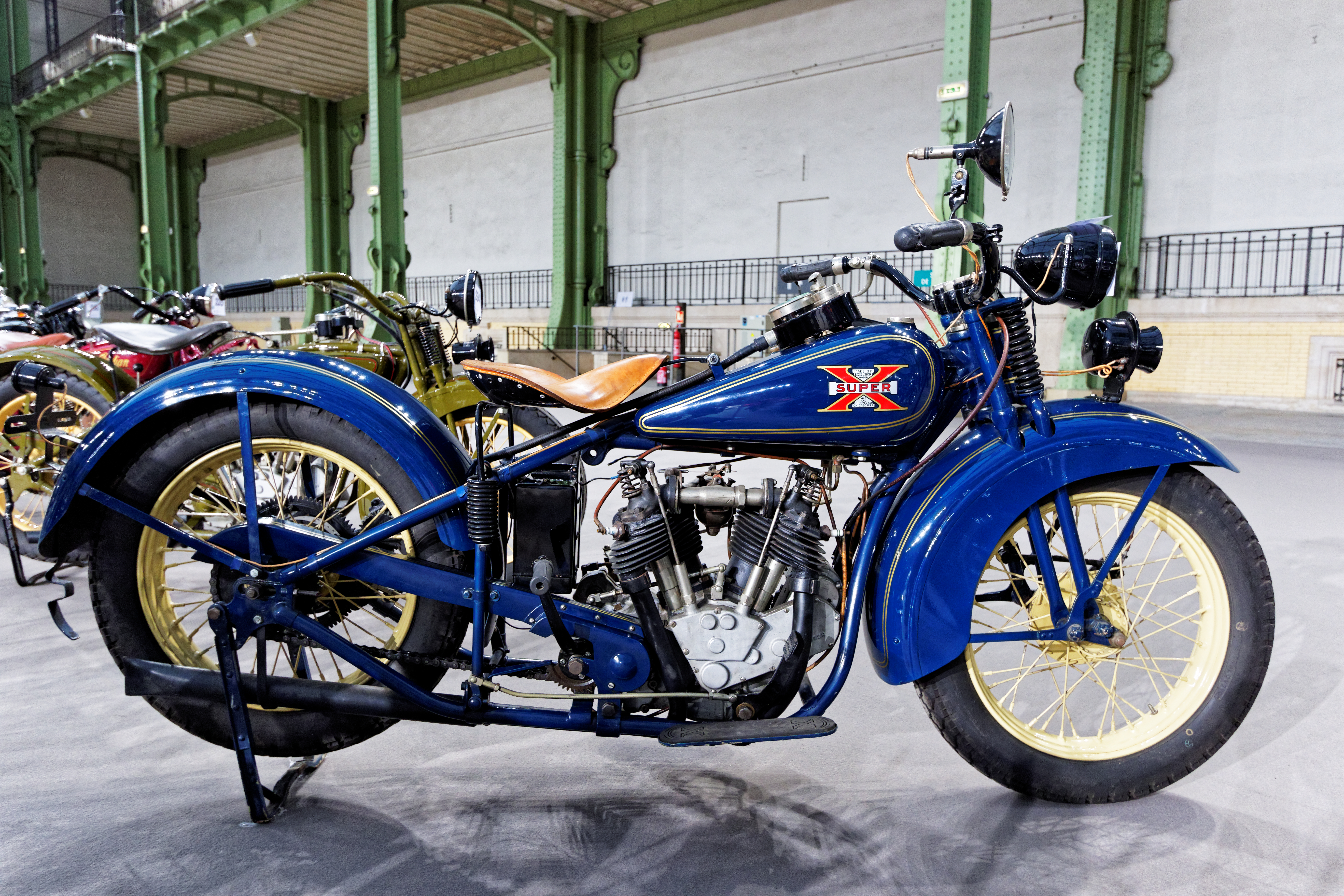
Una Super X 750 de 1930

El 1929, la caiguda de la borsa de Wall Street i la Gran Depressió resultant van provocar que les vendes de motocicletes caiguessin en picat. L'estiu de 1931, Schwinn va convocar els caps del seu departament a una reunió i els va dir sense embuts, sense cap indicació prèvia: «Senyors, avui pleguem». Schwinn va calcular que la depressió podria durar fàcilment vuit anys i fins i tot empitjorar. Malgrat una completa cartera de comandes, Schwinn va optar per reduir dràsticament els seus compromisos comercials i centrar-se en el seu negoci principal: la fabricació de bicicletes. Excelsior va cessar definitivament les seves activitats al setembre de 1931.